# 松林慎司
松林 慎司（まつばやし しんじ、1975年11月6日 - ）は、日本の俳優。本名、村井 慎司（むらい しんじ）。山口県岩国市出身。ラ・セッテ所属。
山口県立岩陽高等学校（現岩国総合高等学校）出身。

## 概要・略歴
名字の松林は旧姓にあたる。
俳優を目指して東京へ。当時通っていた俳優養成所で脚本家の羽原大介に出会う。
2001年、羽原大介が立ち上げた新宿芸能社（現・昭和芸能舎）に旗揚げから参加。以降、劇団員として活動。
2012年、福井県福井市にて製作された津田寛治監督「カタラズのまちで」出演の際、福井市民になるため住民票を福井に移し出演。
2020年7月、地元である岩国市観光大使に任命される。
2023年６月、長編初主演映画「いっちょらい」公開。
2024年8月、山口県岩国市を舞台にした映画「かぶと島が浮く日」の製作発表。

## 出演

### 映画
- 劇場版 仮面ライダーアギト PROJECT G4　(2001年)
- ピーナッツ　(2005年)
- 青いうた〜のど自慢 青春編〜 (2006年)
- キトキト!　(2006年)
- イキガミ (2008年)
- ハゲタカ (2009年)
- やくざハンター（2009年）
- 戦闘少女 血の鉄仮面伝説(2010年)
- SHORT HOPE〜ささやかな願い〜(2010年)
- パラノーマル・アクティビティ 第2章 TOKYO NIGHT(2010年)
- 不倫純愛(2010年)
- ジーンワルツ(2011年)
- 太平洋の奇跡 -フォックスと呼ばれた男-（2011年）
- キミとボク(2011年)
- 市民ポリス69(2011年)
- HELL DRIVER(2011年)
- ハードライフ(2011年)
- シェアハウス(2011年)
- 女囚さそり外伝(2011年)
- アントキノイノチ(2011年)
- 月光ノ仮面(2012年)
- テルマエ・ロマエ(2012年)
- グラッフリーター刀牙(2012年)
- インビジブルモンスター(2012年)
- ガール(2012年)
- FASHION STORY -Model-(2012年)
- カタラズのまちで(2012年)
- つやのよる ある愛に関わった、女たちの物語(2013年)
- みなさん、さようなら(2013年)
- ジェリー・フィッシュ（2013年）
- 麦子さんと（2013年）
- メタルカ（2014年）
- テルマエ・ロマエII（2014年)
- るろうに剣心  / 伝説の最期編（2014年）
- 小川町セレナーデ（2014年）
- 近キョリ恋愛（2014年）
- 闇金ドッグス（2015年）
- 予告犯（2015年）
- 残穢（2016年）
- 闇金ドッグス・3（2016年）
- シン・ゴジラ（2016年）[3]
- パンとバスと2度目のハツコイ（2018年）
- 神さまの轍-CHECKPOINT OF THE LIFE-（2018年）
- 名前（2018年）
- 恋のしずく（2018年）
- クロガラス２（2019年）
- 血を吸う粘土～派生～（2019年）
- 山中静夫氏の尊厳死（2019年）
- RUN!-3films-「VANISH」「ACTOR」（2019年）
- 生きる、理屈（2020年）「いっちょらい」
- 轟音（2020年）
- 犬鳴村(2020年)
- Bird Song（2020年）
- ツナガレラジオ〜僕らの雨降days〜（2021年）
- 僕たちは変わらない朝を迎える (2021年)
- バイプレイヤーズ〜もしも100人の名脇役が映画を作ったら〜（2021年）
- 吾輩は猫である！（2021年）[4]
- 西成ゴローの四億円（2021年）
- 西成ゴローの四億円〜死闘編（2022年）
- GOLDFISH（2023年）[5]
- いっちょらい（2023年） - 主演[6]
- 邯鄲の夢[7](2023年)
- 刀剣乱舞-黎明-(2023年)
- 自宅でありがとう。さようなら（2023年）[8]
- 首（2023年）
- INTERFACE-ペルソナ-（2024年）
- THIS MAN (2024年）

### 短編映画
- カタラズのまちで (2012年)
- ACTOR (2015年)
- U・F・O 〜Ushimado Fantastic Occurrence〜（2015年） - 主演
- VANISH (2016年) -主演
- βカロテンはクズを救う。（2017年） - 主演
- いっちょらい (2017年) -主演
- Elephant song (2018年)
- つむぐ (2019年)
- 記憶の息子（2020年）
- とうちゃん（2024年）-主演

### テレビドラマ
- お・ばんざい! 第31話（2007年10月15日、TBS）
- 水曜ミステリー9 信濃のコロンボ（テレビ東京）
- おじいさん先生（2007年、日本テレビ）レギュラー
- 土曜ワイド劇場 ヤメ検の女（朝日放送）
- ドラマW 宮部みゆき原作 パーフェクト・ブルー（2010年2月7日、WOWOW）
- 木下部長とボク 第3話（2010年、読売テレビ）
- SOIL 第1話（2010年、WOWOW）
- MM9 第7話（2010年、毎日放送）
- 八日目の蝉 第3話（2010年4月13日、NHK）
- ハガネの女 第4話（2010年6月11日、テレビ朝日）
- 新・警視庁捜査一課9係 season2 最終話（2010年、テレビ朝日）
- FACE MAKER 第4話（2010年、読売テレビ）
- モリのアサガオ 第4話（2010年、テレビ東京）
- 花嫁のれん 第37、38話（2010年12月22日 23日、東海テレビ）
- パーティーは終わった（2011年2月、BeeTV）
- 月曜ゴールデン（TBS）
  - 財務捜査官 雨宮瑠璃子（2011年2月14日）
  - 駅弁刑事・神保徳之助9（2015年5月11日）
- 横山秀夫サスペンス「引き継ぎ」（2011年3月27日、WOWOW）
- ヤング ブラック・ジャック（2011年4月23日、日本テレビ）
- ハンチョウ〜神南署安積班〜シリーズ4 〜正義の代償〜 第10、最終話（2011年6月20日 27日、TBS）
- ドン★キホーテ 第1話（2011年7月9日、日本テレビ）
- 探偵Xからの挑戦状! 「ゴーグル男の怪」（2011年8月5日、NHK）
- 絶対零度〜特殊犯罪潜入捜査〜（2011年8月9日、フジテレビ）
- ブルドクター 第8話（2011年8月24日、日本テレビ）
- 怪物くん完全新作スペシャル!!（2011年10月15日、日本テレビ）
- 俺の空 刑事編 最終話（2011年12月19日、テレビ朝日）
- ウルトラゾーン 第17話「M1号はつらいよ」（2012年2月12日、tvkほか）
- L et M わたしがあなたを愛する理由、そのほかの物語（2012年2月、BeeTV）
- 分身（2012年2月、WOWOW）
- 明日をあきらめない…がれきの中の新聞社〜河北新報のいちばん長い日〜（2012年3月4日、テレビ東京）
- ドキュメンタリードラマ「似顔絵捜査官001号」（2012年3月11日、NHK BSプレミアム）
- 私立バカレア高校 第8話（2012年6月2日、日本テレビ）
- 遺留捜査 第2シリーズ 第2話（2012年7月26日、テレビ朝日）
- ホリック〜xxxHOLiC〜 第2話（2013年3月3日、WOWOW）
- 確証〜警視庁捜査3課 第5、第6話（2013年5月13日 20日、TBS）
- 警部補 矢部謙三2 第5話（2013年8月23日、テレビ朝日）
- 猫侍 第6話（2013年11月17日、tvk.他）
- リアル脱出ゲームTV〜 Xgame（2014年1月3日、TBS）
- チーム・バチスタ4 螺鈿迷宮（2014年1月- 関西テレビ）
- 鼠、江戸を疾る 第4話（2014年1月30日、NHK総合）
- 明日、ママがいない 第5話（2014年2月12日、日本テレビ）
- SHARK 第7話（2014年2月22日、日本テレビ）
- リアル脱出ゲームTV（2014年4月-　TBS）
- 警視庁捜査一課9係 season9 第8話（2014年8月27日、テレビ朝日）
- 玉川区役所 OF THE DEAD 第9話（2014年11月28日、テレビ東京）
- 太鼓持ちの達人〜正しい××のほめ方〜 第4話（2015年2月2日、テレビ東京）
- 紅白が生まれた日（2015年3月21日、NHK総合）
- 連続ドラマW 予告犯 -THE PAIN-（2015年6月 - 7月、WOWOW)
- 花咲舞が黙ってない 第1話（2015年7月8日、日本テレビ）
- 所轄魂（2015年9月20日、テレビ朝日）
- 終着駅の牛尾刑事VS事件記者・冴子15「生存者」（2016年1月9日、テレビ朝日）
- 連続ドラマW メガバンク最終決戦（2016年2月14日- WOWOW)
- 警視庁捜査一課9係 season11 第10話 (2016年6月8日、テレビ朝日)
- 嫌われる勇気（2017年1月19日、フジテレビ）
- 炎の経営者（2017年3月19日、フジテレビ）
- 居酒屋ふじ（2017年7月22日、テレビ東京）
- 相棒 season16 第17話「騙し討ち」（2018年2月21日、テレビ朝日） - 田崎茂 役
- 居酒屋ぼったくり（2018年4月28日、BS12 TwellV）
- 人生のメソッド 明治産業編 （2018年、KBC九州朝日放送）
- 世にも奇妙な物語 '18秋の特別編（2018年11月10日、フジテレビ）
- 特捜9 Season2 第1話（2019年4月10日、テレビ朝日）
- ミリオンジョー（2019年10月10日 - 12月26日、テレビ東京）
- 悪魔の弁護人・御子柴礼司 〜贖罪の奏鳴曲〜 第3話・第4話（2019年12月22日・28日、東海テレビ）
- 働かざる者たち（2020年8月27日 - 10月1日、テレビ東京）
- 孤独のグルメ 2020 大晦日スペシャル～俺の食事に密はない、孤独の花火大作戦!～（2020年12月31日）
- 大河ドラマ 青天を衝け 第9話（2021年4月11日、NHK） - 河野通訓 役
- 特捜9 Season7 第9話（2024年5月29日、テレビ朝日）
- 失踪人捜索班 消えた真実 第7話（2025年5月30日、テレビ東京）

### 配信
- ひかりTV「闇部」（2022年）
- auスマートパス「吾輩は猫である！」（2022年）
- Lemino「対ありでした〜お嬢様は格闘ゲームなんてしない〜」（2023年）
- Amazon「次元大介」（2023年）
- ディズニープラス「フクロウと呼ばれた男」（2024年）

### その他
- NHK高校講座（2008年、2010年、2012年、NHK教育）
- ルビコンの決断（2009年、2010年、テレビ東京）
- 太宰治短編小説集（2010年、NHK BS）
- 天才てれびくんMAXビットワールド（ 2011年、NHK教育）
- ブラマヨ衝撃ファイル 世界のコワ〜イ女たち（2011年、2012年、TBS）
- ニッポン事件簿〜犯人はナゼ逃げるのか（2012年、テレビ東京）
- あなたの知るかもしれない世界（2012年、フジテレビ）
- ドラクロワ（2012年、NHK総合）
- 教えてもらう前と後（ 2017年、TBS）
- 痛快TV スカッとジャパン（2018年、2020年、2021年、フジテレビ）
- フォーカード（2019年、テレビ東京）
- 闇芝居（生）（2020年、2024年、テレビ東京）
- ラーメン刑事（2021年、チャンネルNECO）

### CM
- SONY 「デジタルカメラ Mavica」 (2001年)
- チバビジョン (2001年)
- 久光製薬 「エアサロンパスEX 野球篇」（2002年）アントニオ猪木と共演
- HONDA 「秋の合同展示会篇」（2002年）
- NTT東日本 「ADSL篇」（2002年）
- アデランス「オフィス篇　夏の浜辺篇」（2002年）
- JR東日本「Suica篇」（2009年）
- TOYOTA「プリウス」&コカ・コーラ「い・ろ・は・す」コラボCM（2009年）
- NTT西日本 「フレッツ光篇」（2010年）
- UR賃貸住宅（2011年）
- ポッカ aromax「極限の香りBLACK」（2012年）
- フランクリン・プランナー（2012年）
- 第一三共ヘルスケア「新ルルAゴールドDX」　(2014年) 石川遼と共演
- NTT東日本 「いっしょに、一生懸命に。チームイチロー篇」(2017年)
- P&G 「レノアハピネス」(2018年)
- 静岡ガス「○○○○で支える。笑顔咲く篇」（2019年）
- ソニー生命 「その人は、篇」(2019年)
- ネスカフェ「エクセラ 新こまやか焙煎篇」（2019年）
- Nintendo Switch 「2019 夏篇」（2019年）
- ANA「父編」（2021年）
- サイダスピープル（2023年）
- 北前船のカワモト「ロケバス編」（2024年）
- 西部ビルメン「役割はデカい編」（2025年）
- JPX 日本取引所グループ　（2025年）

### WEB
- PV「nana's green tea」(2015年)
- 日世株式会社70周年記念ドラマ「ソフトクリーム探偵」（2017年）
- 岩国市広報コラム「私の岩国」（2018年）

### MV
- イツカノオト「LOVE」（2006年）
- 徳山秀典「あの日の君に」（2013年）
- 大森靖子「死神」（2018年）

### ラジオCM
- 大林組（2003年）

### オリジナルビデオ
- ゼブラミニスカポリスの逆襲（2010年）
- 極道鎮魂歌（2010年）
- YOKOHAMA BLACK (2016年)

### アニメ
- FLESH&BLOOD（2009年）
- メカ☆アフロくん（2010年）

### 舞台
- すっぽんぽん! (2001年) 新宿芸能社 場所：アイピット目白
- 狼の月 (2002年) 外連 場所：江戸歴史資料館
- 歌舞伎町フルモンティ (2002年) 新宿芸能社 場所：アイピッド目白
- 二丁目行進曲 (2003年) 新宿芸能社 場所：サニーサイドシアター
- ドカチン (2003年) 新宿芸能社 場所：シアターブラッツ
- さるの着ぐるみを見に行こう (2004年) にんじんボーン 場所：下北沢駅前劇場
- チェリーボーイズ (2004年) 新宿芸能社 場所：シアターブラッツ
- 横丁のデカプリオ (2005年) 新宿芸能社 場所：シアターブラッツ
- ちんどん (2006年) 新宿芸能社 場所：シアターブラッツ
- ドカチン〜下北沢死闘編〜 (2007年) 新宿芸能社 場所：シアターブラッツ
- へそのはなし (2007年) 新宿芸能社 場所：シアターブラッツ
- 銀座通りのデカプリオ (2008年) 新宿芸能社 場所：シアターブラッツ
- フラガール (2008年) 作・羽原大介 演出・山田和也 場所：赤坂ACTシアター いわき芸術交流会館 福岡市民センター 梅田芸術劇場 御園座
- 歌の翼にキミを乗せ (2008年) 新宿芸能社 場所：赤坂レッドシアター
- 新橋フロリダ(2009年) 新宿芸能社 場所：新宿スペース107
- 長ぐつのロミオ(2009年) 昭和芸能舎 場所：新宿スペース107
- 祖国へ(2011年) 昭和芸能舎 場所：新宿スペース107
- 七人のオカマ(2012年) 昭和芸能舎 場所：笹塚ファクトリー